# Mercury Records
Mercury Records is een platenlabel dat zelfstandig opereert in het Verenigd Koninkrijk, en als onderdeel van de Island Def Jam Music Group in de Verenigde Staten. Het label is ook geactiveerd als frontline label in Australië door Universal Music.

## Geschiedenis
Mercury Record Corporation werd opgericht in 1945 door Irving Green, Berle Adams en Arthur Talmadge. Zij waren samen bekend om hun jazz en bluesmuziek. Al vroeg na de oprichting opende Mercury twee vestigingen in Chicago en St. Louis. Het bedrijf ging de concurrentie aan met grote labels als Columbia, Decca, en RCA Victor. Het label slaagde erin door te breken in de muziekwereld dankzij contracten met Frankie Laine, Vic Damone, Tony Fontane en Patti Page. 
Het bedrijf bracht in de jaren erop een groot aantal nummers uit onder het label Mercury, en een paar sublabels als Blue Rock Records, Cumberland Records, EmArcy Records, Fontana Records, Limelight Records, Philips Records, Smash Records en Wing Records. De muziek die Mercury uitbracht varieerde van klassieke muziek tot psychedelische rock. De sublabels focusten zich echter op hun eigen muziekgenre, zoals EmArcy voor jazz- en Blue Rock voor soulmuziek.
Begin jaren 50 begon Norman Granz, voorheen een vaste klant van Mercury's jazz-divisie, zijn eigen platenlabel, Norgran (het latere Verve Records). In 1951 begon Mercury onder leiding van opnametechnicus C. Robert (Bob) Fine en opnameleider David Hall met een techniek om symfonieorkesten op te nemen met een enkele microfoon. De eerste opname met deze techniek, die verkocht werd onder de benaming "Mercury Living Presence", was "Pictures at an Exhibition" met het Chicago Symphony Orchestra o.l.v. Rafael Kubelík. De groep die het beroemdst werd met deze techniek was het Minnesota Orchestra. 
In 1955 begon Mercury met het gebruik van 3 omni-directionele microfoons om stereo-opnames te maken. In 1961 verbeterde Mercury deze techniek door een 35mm magnetische film te gebruiken. Eveneens in 1961 tekent Mercury een contract met Koninklijke Philips Electronics N.V., nadat dit bedrijf een deal met Columbia Records was misgelopen. In 1969 veranderde Mercury zijn naam naar Mercury Record Productions, Inc.. In 1981 werd Mercury samen met enkele Amerikaanse labels van PolyGram samengevoegd tot PolyGram Records, Inc. Onder PolyGram absorbeerde Mercury Casablanca Records, en werd een rock-/poplabel.
Eind 1998 werd PolyGram gekocht door Seagram, en samengevoegd met Universal Music Group.

## Nederland/België
Mercury maakte in Nederland en België onderdeel uit van Phonogram. Het bracht niet alleen buitenlands Mercury-materiaal uit, maar ook platen van Nederlandse en Belgische artiesten. Mercury was het zusterlabel van Philips waar zowel Engelstalige als Nederlandstalige artiesten onder contract stonden. 
Belangrijke artiesten op het Mercury label waren:
- De Dijk
- BZN
- Gerard Joling
- The Scene
- Boudewijn de Groot

De Nederlandse en Belgische afdelingen van Mercury verdwenen bij de vorming van Universal Music, eind jaren '90. Sindsdien worden de platen van Nederlandse en Belgische artiesten uitgebracht op het Universal label.

## Huidige Mercury-labels
- Mercury Records Group
- Mercury Records
- Mercury Records Australia
- Mercury Nashville